# Nong Bua Lamphu
Nong Bua Lamphu 
(phiên âm là noọng bua lăm phu') (cũng có tên là Nakhon Khuen Khan Kab Kaew Bua Ban, "thành phố với nhiều nước và hoa sen nở", hoặc kamut Muang Sai Buri Ram) kể từ ngày 1 tháng 12 năm 1993, là thủ phủ của huyện Mueang (Amphoe Nongbua Lamphu và tỉnh Nongbua Lamphu khu vực phía Đông Bắc Thái Lan, được gọi là Isan. Thị xã có diện tích 39,5 km2, dân số 21.072 người (2008). Thị xã nằm ở Amphoe Mueang Nong Bua Lam Phu. Nong Bua Lam Phu nằm ở cao nguyên đông bắc, trên rìa phía tây của Isaan. Khoảng cách từ thủ đô Bangkok hơn 600 km.
Thị trấn được đề cập lần đầu tiên khoảng 900 năm trước đây. Sau sự sụp đổ của Ayutthaya, thành phố đã là nơi có đụng độ trong năm 1767 giữa hai anh em hoàng tử Lào (Phra Woa và Phra Tha) với vua Chao Siribunyasan và họ đã tập hợp quân đội và những người theo của họ và bỏ trốn từ Nong Bua Lamphu thuộc Lào ( vương quốc Viêng Chăn) nhằm ly khai với vua Chao Siribunyasan .Họ xây dựng một bức tường thành để bảo vệ mình khỏi cuộc tấn công của người dân Lào. Dưới thời vua Chulalongkorn (Rama V), năm 1906 đã hình thành thành phố mới với tên gọi Nong Bua Lamphu. Năm 1993, thị xã đã được chọn là thủ phủ của tỉnh mới được thành lập.